# Edrioasteroidea
Edrioasteroidea är en utdöd klass av tagghudingar. De levde från ediacara (Om släktet Arkarua verkligen var en medlem av klassen) till perm, för 300 miljoner år sedan. Djuren bestod vanligen av en diskusliknande överkropp bestående av många plattor. 
Kroppen var enkel för dessa organismer: En huvudkropp (theca), bestående av många små skal, en yttre kant för fäste, och (för vissa arter) en funktion för att räta sig och att dra sig tillbaka. Kretsande och ibland knutna till kroppen var en yttre kant av plattor. Djuret hade fem armar, eller ambulacraler, som satt fast vid kroppens kant och strålar ut från den centrala munnen. De var antingen raka eller böjda. När de är böjda kunde de vara böjda i samma riktning. En eller två ambulacraler på höger sida kunde också vara böjda mot de andra. Ambulcaralerna bestod av underliggande nedre plattor som formar matskåran. Skyddande skärmplattor bildade gomen. Anus var beläget under munområdet och bestod av små trekantiga plattor där de bildar ett konområde. Den understa delen av thecan hade inga plattor. 
Edrioasteroidarter kännetecknas av skillnaden på krökningen av ambulacralen, förhållandet mellan täckplattorna och dekoren. Djuren levde fastsatta via en kort, tjock stam täckta av små plattor till ett hårt föremål som en karboniserad hårdbotten eller skal. Flera exempel på dessa djur som växt på andra djur finns dokumenterade. 
Området mellan kroppen och den yttre kanten kunde utvidgas och bli infällt, därför var kroppen och det yttre skalet separerat. Den yttre kanten blev den nedre delen av stjälken som var sammansatt med föremål. Underdelen av kroppen var ett liggande område som var ungefär 12 millimeter bred på släktet Gigantivlavus.